# Catedral de Antofagasta
La catedral de Antofagasta es un edificio religioso ubicado en la ciudad de Antofagasta, Chile, frente a la plaza Colón, por calle San Martín. Es de estilo neogótico y con bellos vitrales en su interior, se construyó entre los años 1907 y 1917.

## Historia
Su primera versión, levantada en 1872, era de tablas de laurel, en bruto. Dos pequeñas campanas y un triángulo de acero colocado en un poste que sobresalía (de 4 a 5 metros de altura) constituían el campanario. Fue devorado por un incendio en diciembre de 1880.
Posteriormente fue reemplazado por un edificio de madera con techo semicupular, del cual emergía una torre alta. Este diseño fue reemplazado por un diseño más ornamental, en el segundo lustro de 1880. Fue destruido por un incendio el 15 de noviembre de 1906.
La primera piedra fue puesta exactamente un año después del siniestro, el 15 de noviembre de 1907, evento que contó con la participación de las autoridades eclesiásticas de la época. La obra actual, de estilo neogótico, fue realizada por el arquitecto Emilio Doyere. La catedral actual fue terminada el 17 de septiembre de 1917, aunque su inauguración simbólica había ocurrido en 1914.
Debido al terremoto ocurrido en la ciudad de Antofagasta el 31 de julio de 1995, entre los años 1998 y 1999 fue sometido a exhaustivos trabajos de remodelación . Desde el estallido social de 2019 ha sido objeto de múltiples ataques incendiarios en su fachada.
Entre sus cualidades, destacan sus vitrales y su altar.